# Maragatos

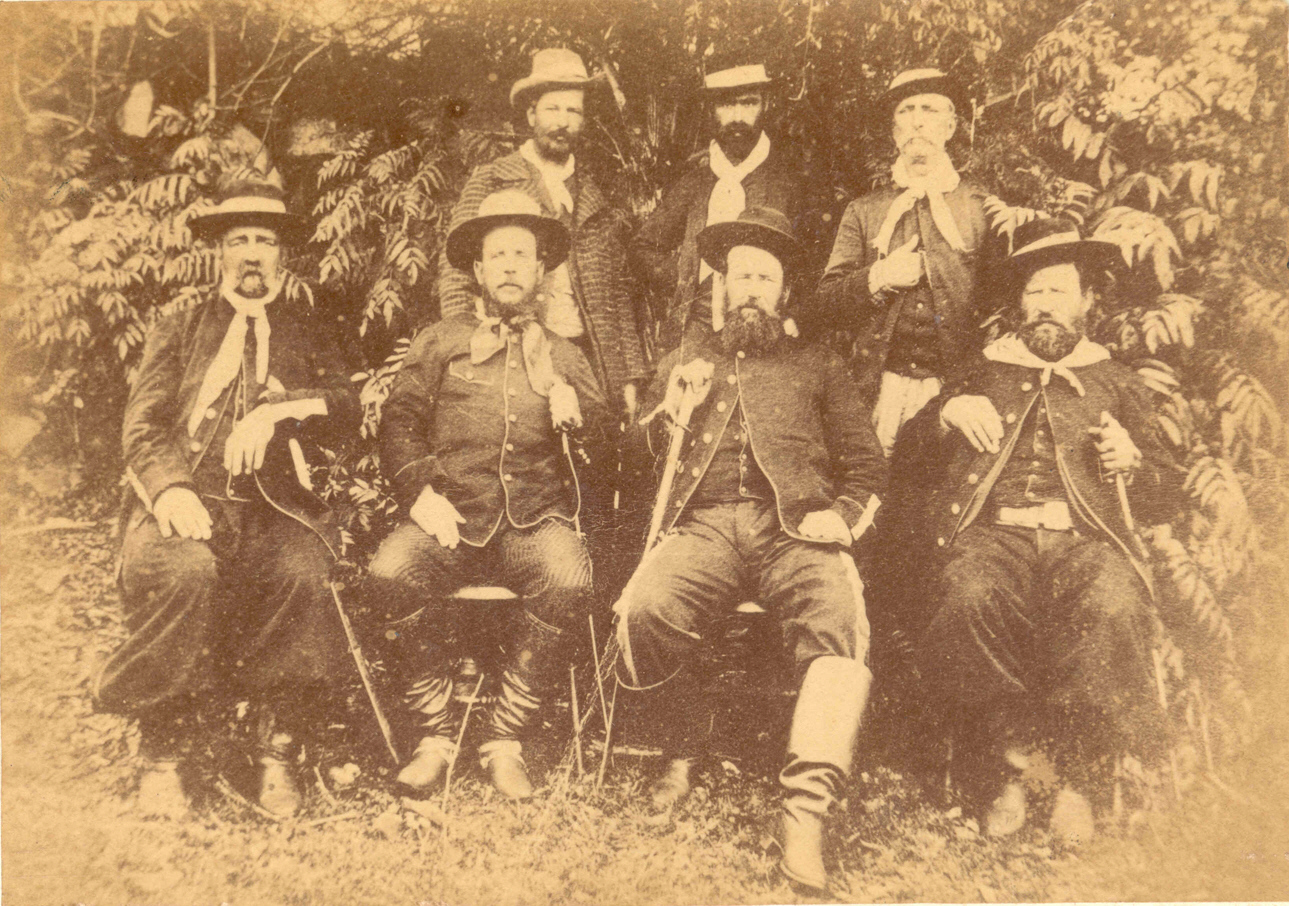
Tropa de Gumercindo Saraiva (sentado, segundo da esquerda para a direita), que deu início à Revolução Federalista Riograndense, em 1893

Maragatos foram os sulistas que iniciaram a Revolução Federalista no Rio Grande do Sul, no ano de 1893, em protesto contra a política exercida pelo governo federal, representada na província por Julio de Castilhos. Os maragatos eram identificados pelo uso de um lenço vermelho no pescoço, simbolizando sua oposição.

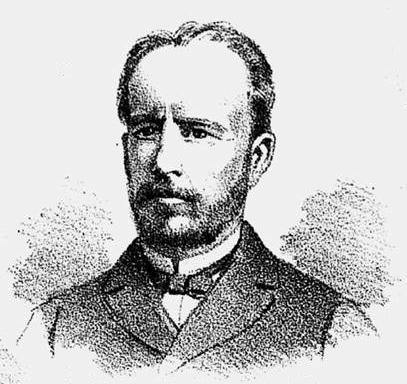
Gumercindo Saraiva

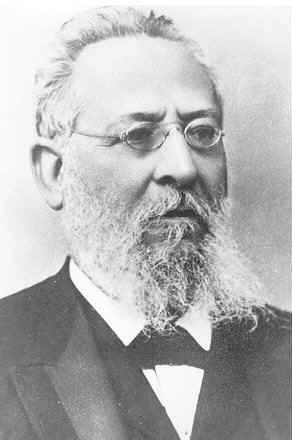
Gaspar da Silveira Martins, líder maragato

O termo tinha uma conotação pejorativa, atribuída pelos legalistas aos revoltosos liderados por Gaspar da Silveira Martins, eminente tribuno, e o caudilho estrategista Gumercindo Saraiva, que deixaram o exílio no Uruguai e entraram no Rio Grande do Sul à frente de um exército de lenços vermelhos.
Como o exílio havia ocorrido em região do Uruguai, colonizada por pessoas originárias da Maragateria (na Espanha), os republicanos, então chamados Pica-paus, os apelidaram de Maragatos, buscando caracterizar uma identidade estrangeira aos federalistas.
Com o tempo, o termo perdeu a conotação pejorativa e assumiu significado positivo, aceito e defendido pelos federalistas e seus sucessores políticos.
Na Revolução de 1923, desencadeada contra a permanência de Borges de Medeiros no governo do estado, novamente a corrente maragata rebelou-se, liderada pelo diplomata e pecuarista Assis Brasil. Seus antagonistas que detinham o governo, eram chamados no Rio Grande do Sul, de Ximangos, comparando-os à ave de rapina. O lenço vermelho identificava o Maragato. O lenço branco identificava o Pica-Pau e o Ximango (Situação).
O movimento originou, no Rio Grande do Sul, o Partido Libertador, de grande influência regional.